# Mötzing
Mötzing è un comune tedesco di 1 494 abitanti, situato nel land della Baviera.